# Rockefeller Street
Rockefeller Street è un singolo della cantante estone Getter Jaani, pubblicato il 24 gennaio 2011 come primo estratto dal primo album in studio omonimo.
Ha rappresentato l'Estonia all'Eurovision Song Contest 2011 tenutosi a Düsseldorf.
La canzone è stata presentata alla selezione nazionale estone: l'Eesti Laul 2011, la canzone si classifica al primo posto grazie al voto del pubblico da casa, consentedole così di rappresentare l'Estonia all'Eurovision Song Contest 2011.
Il brano, nonostante fosse uno dei favoriti alla vittoria, riesce ad arrivare in finale solo al ventiquattresimo posto con 44 punti.
Il brano è anche il primo singolo estratto dal primo album completo della cantante, intitolato anch'esso Rockefeller Street; a livello commerciale, ha ottenuto risultati molto buoni.

## Tracce
- Download digitale - singolo

1. Rockefeller Street – 3:13

- Download digitale - remix

1. Rockefeller Street (remix) – 3:58

## Classifiche
| Classifica (2011)   | Posizione |
| ------------------- | --------- |
| Belgio (Fiandre)    | 40        |
| Estonia             | 3         |
| Irlanda             | 44        |
| Regno Unito (Indie) | 33        |